# San Cirillo Alessandrino
San Cirillo Alessandrino är en kyrkobyggnad i Rom, helgad åt den helige Kyrillos av Alexandria, patriark och kyrkolärare. Kyrkan är belägen vid Viale Giorgio Morandi i distriktet Tor Sapienza och tillhör församlingen San Cirillo Alessandrino.

## Historia
En första kyrka helgad åt Kyrillos av Alexandria byggdes under 1950-talet vid Via Carlo Balestrini efter ritningar av Gioacchino Campini. Denna tämligen lilla kyrkobyggnad befann sig vid en återvändsgata och visade sig med tiden vara för liten. År 2008 påbörjades bygget av en ny kyrka, under ledning av arkitekten Maicher Biagini. Den 29 september 2012 konsekrerades den nya kyrkan av kardinal Agostino Vallini och den gamla dekonsekrerades året därpå.

## Bilder
| - San Cirillo Alessandrino. Den nya kyrkan (rött kors) och den gamla kyrkan (blått kors) på en karta från år 2019. |